# Chalancon
Chalancon là một xã thuộc tỉnh Drôme trong vùng Rhône-Alpes. Xã Chalancon nằm ở khu vực có độ cao từ 591-1522 mét trên mực nước biển. Dân số năm 2006 là 61 người.
Xã có diện tích 36 km2.